# Kurultai
Der Begriff Kurultai oder auch Kuriltai (mongolisch Их Хуралдай ich churaltai, deutsch ‚große Versammlung‘) stammt aus der Sprache der frühen Turkvölker. Er bezeichnete ursprünglich die Fürstenversammlung.
Dieser Begriff wurde später von den Kök-Türken und den Mongolen mit der Bedeutung von Volksversammlung bzw. Reichstag übernommen.

## Mongolei
Alle Großkhane des mongolischen Reiches, z. B. Dschingis Khan im Jahre 1206 und Ögedei Khan 1229, wurden formell in einer Kurultai gewählt. Zudem wurden bei den Mongolen auf solchen Versammlungen Feldzüge geplant.
Da bei diesem Verfahren die Führer der verbündeten Stämme sich jeweils an einem Ort zusammenfinden mussten, wurden sie gezwungen, ihre aktuellen Kriegsschauplätze zu vernachlässigen. So machte der Tod von Ögedei Khan (1241) und Möngke Khan (1259) jeweils den Rückzug der mongolischen Truppen vor Wien und in Syrien notwendig und verhinderte so den möglichen Erfolg der beiden Feldzüge.
Auch heute noch ist auf Mongolisch Chural das Wort für Versammlung. Das Parlament der Mongolei ist der Große Staats-Chural.

## Turkvölker
Im heutigen Türkeitürkischen bedeutet Kurultay Kongress, Parteitag oder Mitgliederversammlung.
Das Stammwort Kurul bedeutet heute Ausschuss oder Kommission.
Auch bei anderen Turkvölkern wie den Baschkiren, den Krimtataren oder in Kirgisistan und Kalmückien tragen Volksversammlungen ähnliche Namen.